# Scheitern & Verstehen
Scheitern & Verstehen ist das dritte Album der deutschen Punkband Feine Sahne Fischfilet, das am 9. November 2012 auf dem Label Audiolith als LP (mit Download-Code), CD und Download erschien. Vor der offiziellen Veröffentlichung wurde es auf der Record Release Party in Demmin schon als LP oder CD angeboten. Das Gemälde auf dem Cover ist In höchster Not. von J. B. Gribble.

## Titelliste
1. Dorffeste im Herbst – 3:20
2. In unseren Augen – 3:21
3. Geschichten aus Jarmen – 2:47
4. Komplett im Arsch – 4:43
5. Stumpfe Parolen – 2:23
6. Mit dir – 2:59
7. Dienstag Nacht – 3:21
8. Gefällt mir – 1:49
9. 3½ Meter Lichtgestalt (mit Marie Curry) – 4:30
10. Riot in My Heart – 3:06
11. Weit hinaus – 3:36

## Hintergrund
Im Zusammenhang mit der Nennung im Verfassungsschutzbericht des Landes Mecklenburg-Vorpommern wurde kurz vor der Veröffentlichung des Albums von überregionalen Medien über die Band Feine Sahne Fischfilet berichtet. Dadurch erhöhte sich der Bekanntheitsgrad der Band, die sich daraufhin in einer satirischen Aktion mit der Übergabe eines Präsentkorbs für die kostenlose Promotion bedankte. Die Singleauskopplung Komplett im Arsch erreichte sechsstellige Aufrufzahlen auf Youtube, die Platte wurde nachgepresst.

## Stil
Musikalische Grundlage ist der klassische Punkrock. Wie im Ska kommen auch Trompeten zum Einsatz. Das Lied 3 ½ Meter Lichtgestalt enthält auch ein Geigensolo.
Die Texte befassen sich Punkrock-typisch mit dem Kampf gegen Neonazis, Kritik an Staat und Gesellschaft, aber auch mit Drogen und Partys.

## Rezeption
Während das Onlinemagazin Laut.de die Texte kritisiert, die nach Ansicht des Rezensenten selbst in ähnlich stumpfe Parolen verfallen, wie sie von der Band angeprangert werden, lobt die Zeitschrift Legacy ausdrücklich, dass man Parolen ausstoße, ohne stumpf zu sein.

## SingleKomplett im Arsch
Als erste Singleauskopplung erschien Komplett im Arsch am 12. Oktober 2012 ausschließlich digital.